# Don Khong
Don Khong é a maior ilha e sede da administração do arquipélago fluvial de  Si Phan Don  localizado no rio Mecom, Khong distrito, província de Champassak, no sul do Laos.
A ilha tem 18 quilômetros de comprimento (norte-sul) e 8 km, em seu ponto mais largo. Tem uma população de aproximadamente 55 mil, concentrados principalmente nas duas aldeias Muang Saen (oeste) e Muang Khong (leste), esta última é o de facto a capital da ilha, bem como a sede regional de governo. O ex-presidente do Laos, Khamtai Siphandon tem uma residência na ilha, que é uma possível explicação para a alta qualidade das locais infra-estruturas, tais como estradas asfaltadas e electricidade. Os moradores usam como principal meio de transporte os barcos longtail.
A ilha é conhecida por sua beleza natural e é um destino turístico crescente. Muitos turistas combinam a sua visita à ilha, com uma visita as vizinhas ilhas de Don Det e Don Khon, e as Cataratas de Khone Phapheng.